# 關塔
10°14′18″N 64°35′30″W / 10.23833°N 64.59167°W

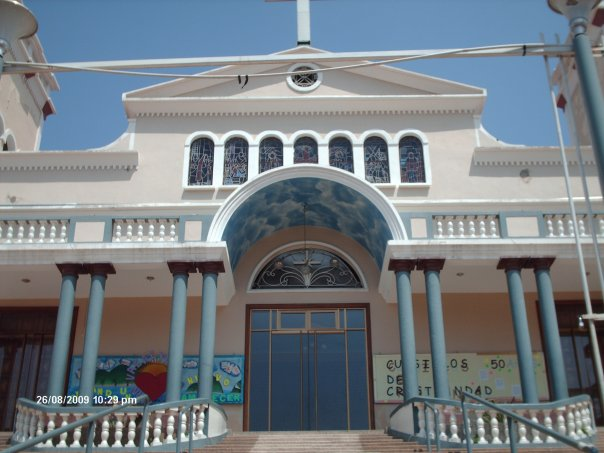

關塔（西班牙語：Guanta），是委內瑞拉的城鎮，位於該國東北部安索阿特吉州，是關塔市的首府，距離拉克魯斯港8公里，始建於1594年，面積67平方公里，海拔高度14米，2001年人口35,000。